# Europese kampioenschappen kunstschaatsen 1987
De Europese Kampioenschappen kunstschaatsen zijn wedstrijden die samen een jaarlijks terugkerend evenement vormen, georganiseerd door de Internationale Schaatsunie (ISU).
De kampioenschappen van 1987 vonden plaats van 3 tot en met 8 februari in Sarajevo. Het was de eerste keer dat de EK kampioenschappen hier plaatsvonden en voor de vierde keer in Joegoslavië. In 1967 vonden de kampioenschappen in Ljubljana plaats en in 1974 en 1979 in Zagreb.
Voor de mannen was het de 79e editie, voor de vrouwen en paren was het de 51e editie en voor de ijsdansers de 34e editie.

## Historie
De Duitse en Oostenrijkse schaatsbond, verenigd in de "Deutscher und Österreichischer Eislaufverband", organiseerden zowel het eerste EK Schaatsen voor mannen als het eerste EK Kunstschaatsen voor mannen in 1891 in Hamburg, in toen nog het Duitse Keizerrijk, nog voor het ISU in 1892 werd opgericht. De internationale schaatsbond nam in 1892 de organisatie van het EK kunstschaatsen over. In 1895 werd besloten voortaan het WK kunstschaatsen te organiseren en kwam het EK te vervallen. In 1898, na twee jaar onderbreking, vond toch weer een herstart plaats van het EK kunstschaatsen.
De vrouwen en paren zouden vanaf 1930 jaarlijks om de Europese titel strijden. De ijsdansers streden vanaf 1954 om de Europese titel in het kunstschaatsen.

## Deelname
Er namen deelnemers uit achttien landen deel aan deze kampioenschappen. Zij vulden het aantal van 74 startplaatsen in de vier disciplines in.
(Tussen haakjes het totaal aantal startplaatsen over de disciplines.)
| Sovjet-Unie (12) Duitsland (7) Frankrijk (6) Verenigd Koninkrijk (6) Tsjecho-Slowakije (6) | Hongarije (4) Italië (4) Oostenrijk (4) Polen (4) Zwitserland (4) | Bulgarije (3) Finland (3) Duitse Democratische Republiek (3) Joegoslavië (2) | Spanje (2) Zweden (2) Denemarken (1) Noorwegen (1) |

## Medailleverdeling
Bij de mannen stonden voor de vijfde keer drie medaillewinnaars uit één natie op het erepodium. Op het eerste EK in 1891 stonden er drie Duitsers op het podium, in 1922, 1927 en 1928 drie Oostenrijkers en dit jaar drie mannen uit de Sovjet-Unie. Alexander Fadeev werd voor de tweede keer Europees kampioen, in 1984 veroverde hij zijn eerste titel. Het was zijn vierde medaille, in 1983 en 1986 werd hij derde. De nummer twee, Vladimir Kotin, veroverde zijn derde medaille, in 1985 en 1986 werd hij ook tweede. Viktor Petrenko stond voor de eerste keer op het erepodium.
Het erepodium bij de vrouwen was een kopie van het voorgaande jaar. Het was voor de derde keer in het vrouwentoernooi dat dit plaatsvond na 1938 en 1952. In 1980 was het podium een kopie van het EK van 1977. Katarina Witt prolongeerde de Europese titel. Het was haar vijfde titel op rij en haar zesde medaille, in 1982 werd ze tweede. Voor Kira Ivanova op plaats twee was het haar derde medaille bij de EK Kunstschaasten, in 1985 en 1986 werd zij ook tweede. Anna Kondrashova eindigde net als in 1984 en 1986 op plaats drie, het was ook haar derde medaille.
Bij de paren veroverden Larisa Seleznova / Oleg Makarov als 21e paar en het zevende Sovjet paar de Europese titel. Het was hun tweede medaille, in 1985 werden ze tweede. De drievoudig Europees kampioenen (1984-1986) Elena Valova / Oleg Vasiliev stonden op de tweede plaats. Het was hun vijfde medaille, in 1983 werden ze ook tweede. Het Oost-Duitse paar Katrin Kanitz / Tobias Schröter op de derde plaats stond voor de eerste keer op het erepodium.
Ook bij het ijsdansen was het erepodium een kopie van het voorgaande jaar. Het was ook de derde keer, na 1965 en 1975, dat dit plaatsvond bij het ijsdansen. Natalja Bestemjanova / Andrej Boekin werden, na 1983, 1985 en 1986 voor de vierde keer Europees kampioen, het was hun zesde medaille, in 1982 en 1984 werden ze tweede. Voor Marina Klimova / Sergei Ponomarenko op de tweede plaats was het hun vierde medaille, in 1985, 1986 werden ze ook tweede en in 1984 derde. Het paar Natalia Annenko / Genrikh Sretenski op plaats drie stond voor de tweede keer op het erepodium bij het EK Kunstschaatsen.
| Discipline | Goud                                 | Zilver                              | Brons                               |
| ---------- | ------------------------------------ | ----------------------------------- | ----------------------------------- |
| Mannen     | Alexander Fadeev                     | Vladimir Kotin                      | Viktor Petrenko                     |
| Vrouwen    | Katarina Witt                        | Kira Ivanova                        | Anna Kondrashova                    |
| Paren      | Larisa Seleznova / Oleg Makarov      | Elena Valova / Oleg Vasiliev        | Katrin Kanitz / Tobias Schröter     |
| IJsdansen  | Natalja Bestemjanova / Andrej Boekin | Marina Klimova / Sergei Ponomarenko | Natalia Annenko / Genrikh Sretenski |

## Uitslagen
| #      | naam (deelname)           | land                                    | pc |
| ------ | ------------------------- | --------------------------------------- | -- |
| Goud   | Alexander Fadeev (6)      | Vlag van Sovjet-Unie                    |    |
| Zilver | Vladimir Kotin (7)        | Vlag van Sovjet-Unie                    |    |
| Brons  | Viktor Petrenko (3)       | Vlag van Sovjet-Unie                    |    |
| 4      | Grzegorz Filipowski (7)   | Vlag van Polen                          |    |
| 5      | Falko Kirsten (6)         | Vlag van Duitse Democratische Republiek |    |
| 6      | Richard Zander (3)        | Vlag van Duitsland                      |    |
| 7      | Philippe Roncoli (2)      | Vlag van Frankrijk                      |    |
| 8      | Petr Barna (5)            | Vlag van Tsjechië                       |    |
| 9      | Oliver Honer (5)          | Vlag van Zwitserland                    |    |
| 10     | Frederic Harpages         | Vlag van Frankrijk                      |    |
| 11     | Paul Robinson (2)         | Vlag van Verenigd Koninkrijk            |    |
| 12     | Oula Jaaskelainen (3)     | Vlag van Finland                        |    |
| 13     | Thomas Hlavik (5)         | Vlag van Duitsland                      |    |
| 14     | Peter Johansson (2)       | Vlag van Zweden                         |    |
| 15     | Alessandro Riccitelli (3) | Vlag van Italië                         |    |
| 16     | Tomislav Cizmesija (2)    | Vlag van Joegoslavië (1943-1992)        |    |
| 17     | Ralph Burghart (2)        | Vlag van Oostenrijk                     |    |
| 18     | Lars Dresler (4)          | Vlag van Denemarken                     |    |
| 19     | Andras Szaraz (5)         | Vlag van Hongarije                      |    |
| 20     | Przemyslaw Noworyta       | Vlag van Polen                          |    |
| 21     | Jaroslav Suchy            | Vlag van Tsjechië                       |    |
| 22     | Boiko Alexiev (5)         | Vlag van Bulgarije (1971-1990)          |    |
| 23     | Fernando Soria (6)        | Vlag van Spanje                         |    |

| #      | naam (deelname)         | land                                    | pc |
| ------ | ----------------------- | --------------------------------------- | -- |
| Goud   | Katarina Witt (9)       | Vlag van Duitse Democratische Republiek |    |
| Zilver | Kira Ivanova (7)        | Vlag van Sovjet-Unie                    |    |
| Brons  | Anna Kondrashova (5)    | Vlag van Sovjet-Unie                    |    |
| 4      | Claudia Leistner (5)    | Vlag van Duitsland                      |    |
| 5      | Susanne Becher (5)      | Vlag van Duitsland                      |    |
| 6      | Claudia Villiger (3)    | Vlag van Zwitserland                    |    |
| 7      | Tamara Teglassy (4)     | Vlag van Hongarije                      |    |
| 8      | Natalia Skrabnevskaia   | Vlag van Sovjet-Unie                    |    |
| 9      | Iveta Voralova          | Vlag van Tsjechië                       |    |
| 10     | Agnes Gosselin (5)      | Vlag van Frankrijk                      |    |
| 11     | Zeljka Cismesija (2)    | Vlag van Joegoslavië (1943-1992)        |    |
| 12     | Gina Fulton             | Vlag van Verenigd Koninkrijk            |    |
| 13     | Helene Persson          | Vlag van Zweden                         |    |
| 14     | Yvonne Pokorny          | Vlag van Oostenrijk                     |    |
| 15     | Stefanie Schmid         | Vlag van Zwitserland                    |    |
| 16     | Beatrice Gelmini (3)    | Vlag van Italië                         |    |
| 17     | Tiia-Riikka Pietikainen | Vlag van Finland                        |    |
| 18     | Mirela Gawlowska        | Vlag van Polen                          |    |
| 19     | Anita Thorenfeldt (2)   | Vlag van Noorwegen                      |    |
| 20     | Sandra Escoda (2)       | Vlag van Spanje                         |    |
| 21     | Petia Gavazova (2)      | Vlag van Bulgarije (1971-1990)          |    |

| #      | naam (deelname)                             | land                                    | pc     |
| ------ | ------------------------------------------- | --------------------------------------- | ------ |
| Goud   | Larisa Seleznova (3) Oleg Makarov (3)       | Vlag van Sovjet-Unie                    |        |
| Zilver | Elena Valova (5) Oleg Vasiliev (5)          | Vlag van Sovjet-Unie                    |        |
| Brons  | Kathrin Kanitz (2) Tobias Schroter (3)      | Vlag van Duitse Democratische Republiek |        |
| 4      | Lenka Knapova (3) Rene Novotny (4)          | Vlag van Tsjechië                       |        |
| 5      | Cheryl Peake (2) Andrew Naylor (2)          | Vlag van Verenigd Koninkrijk            |        |
| 6      | Sonja Adalbert Daniele Caprano (2)          | Vlag van Duitsland                      |        |
| 7      | Lisa Cushley Neil Cushley                   | Vlag van Verenigd Koninkrijk            |        |
| 8      | Charline Mauger Benoit Vandenberghe         | Vlag van Frankrijk                      |        |
| -      | Jekaterina Gordejeva (2) Sergej Grinkov (2) | Vlag van Sovjet-Unie                    | t.z.t. |

| #      | naam (deelname)                               | land                           | pc |
| ------ | --------------------------------------------- | ------------------------------ | -- |
| Goud   | Natalja Bestemjanova (8) Andrej Boekin (8)    | Vlag van Sovjet-Unie           |    |
| Zilver | Marina Klimova (5) Sergei Ponomarenko (5)     | Vlag van Sovjet-Unie           |    |
| Brons  | Natalia Annenko (3) Genrikh Sretenski (3)     | Vlag van Sovjet-Unie           |    |
| 4      | Kathrin Beck (5) Christoff Beck (5)           | Vlag van Oostenrijk            |    |
| 5      | Isabelle Duchesnay (2) Paul Duchesnay (2)     | Vlag van Frankrijk             |    |
| 6      | Klara Engi (4) Attila Toth (4)                | Vlag van Hongarije             |    |
| 7      | Antonia Becherer (5) Ferdinand Becherer (5)   | Vlag van Duitsland             |    |
| 8      | Sharon Jones (3) Paul Askham (3)              | Vlag van Verenigd Koninkrijk   |    |
| 9      | Lia Trovati Roberto Pelizzola (8)             | Vlag van Italië                |    |
| 10     | Vera Rehakova (2) Ivan Havranek (3)           | Vlag van Tsjechië              |    |
| 11     | Corinne Paliard Didier Courtois               | Vlag van Frankrijk             |    |
| 12     | Elizabeth Coates (2) Alan Abretti (2)         | Vlag van Verenigd Koninkrijk   |    |
| 13     | Stefania Calegari (2) Pasquale Camerlengo (2) | Vlag van Italië                |    |
| 14     | Honorata Gorna Andrzej Dostatni               | Vlag van Polen                 |    |
| 15     | Andrea Weppelmann (2) Hendryk Schamberger (2) | Vlag van Duitsland             |    |
| 16     | Andrea Juklova Martin Simecek                 | Vlag van Tsjechië              |    |
| 17     | Kinga Wertan (2) Janos Demeter (2)            | Vlag van Hongarije             |    |
| 18     | Susanna Rahkamo (2) Petri Kokko (2)           | Vlag van Finland               |    |
| 19     | Christina Boianova (4) Yavor Ivanov (4)       | Vlag van Bulgarije (1971-1990) |    |
| 20     | Desiree Schlegel Patrik Brecht                | Vlag van Zwitserland           |    |
| 21     | Ursula Holik Herbert Holik                    | Vlag van Oostenrijk            |    |

Medaillewinnaars

Mannen · 
Vrouwen ·
Paren · 
IJsdansen

Toernooi

1891 · 
1892 · 
1893 · 
1894 · 
1895 · 
1896-1897 · 
1898 · 
1899 · 
1900 · 
1901 · 
1902-1903 · 
1904 · 
1905 · 
1906 · 
1907 · 
1908 · 
1909 · 
1910 · 
1911 · 
1912 · 
1913 · 
1914 · 
1915-1921 · 
1922 · 
1923 · 
1924 · 
1925 · 
1926 · 
1927 · 
1928 · 
1929 · 
1930 · 
1931 · 
1932 · 
1933 · 
1934 · 
1935 · 
1936 · 
1937 · 
1938 · 
1939 ·
1940-1946 · 
1947 · 
1948 · 
1949 · 
1950 · 
1951 · 
1952 · 
1953 · 
1954 · 
1955 · 
1956 · 
1957 · 
1958 · 
1959 · 
1960 · 
1961 · 
1962 · 
1963 · 
1964 · 
1965 · 
1966 · 
1967 · 
1968 · 
1969 · 
1970 · 
1971 · 
1972 · 
1973 · 
1974 · 
1975 · 
1976 · 
1977 · 
1978 · 
1979 · 
1980 · 
1981 · 
1982 · 
1983 · 
1984 · 
1985 · 
1986 · 
1987 · 
1988 · 
1989 · 
1990 · 
1991 · 
1992 · 
1993 · 
1994 · 
1995 ·
1996 · 
1997 · 
1998 · 
1999 · 
2000 · 
2001 · 
2002 · 
2003 · 
2004 · 
2005 · 
2006 ·
2007 ·
2008 ·
2009 ·
2010 ·
2011 ·
2012 ·
2013 ·
2014 ·
2015 ·
2016 ·
2017 ·
2018 ·
2019 ·
2020 ·
2021 · 
2022 · 
2023 · 
2024 · 
2025

WK kunstschaatsen ·
WK kunstschaatsen junioren ·
Viercontinentenkampioenschap ·
Olympische Spelen